# Tássos (graveur)
Anastássios Alevízos (grec moderne : Αναστάσιος Αλεβίζος ; 25 mars 1914 - 13 octobre 1985), plus connu sous le pseudonyme artistique de Tássos (grec moderne : Τάσσος), est un graveur grec de renom et résistant.

## Biographie
Anastássios Alevízos naît à Lefkochóra, dans la région de Messénie. Enfant, il déménage avec sa famille à Athènes et grandit dans le quartier de Dourgoúti. Pendant deux ans, il suit des cours de peinture auprès de Giórgos Kotsákis et, en 1930, à l'âge de seize ans, il est admis à l'École des beaux-arts d'Athènes. Il y suit des cours de sculpture et de peinture au sein des ateliers de Thomás Thomópoulos, Oumvértos Argyrós et Konstantínos Parthénis. Au cours de la période entre 1933 et 1939, date de sa sortie de l'école, il suit des cours de gravure au sein de l'atelier de Giánnis Kefallinós.
Il organise sa première exposition individuelle en 1936 au sein de l'espace d'exposition de la librairie Eleftheroudákis, où il présente des gravures sur bois et des dessins. Il participe également à une exposition collective de graveurs grecs en Tchécoslovaquie. Lors de l'exposition panhellénique d'art de 1938, il reçoit le prix de gravure, tandis que deux ans plus tard, en 1940, il reçoit le prix d'État de gravure.
Il rejoint le Parti communiste de Grèce en 1930, initialement en tant que membre de la jeunesse du parti (Fédération des jeunesses communistes de Grèce), puis en tant que membre à part entière. À la suite de la déclaration de la Guerre italo-grecque en 1940, Tássos et certains autres étudiants de Kefallinós, réalisent des affiches de propagande afin d'inspirer le peuple grec et également de se tenir à l'écart des souffrances de la guerre. Pendant la période de l'occupation, il rejoint l'Organisation panhellénique unie des jeunes, ainsi que la section artistique du Front de libération nationale, afin d'être en mesure de continuer la création de matériel de propagande contre les occupants.
Après la libération, Tássos commence à traiter d'autres sujets que la guerre, comme les nus, les natures mortes, ainsi que les portraits, tout en commençant à utiliser la couleur dans ses gravures sur bois.
Une grande partie de la créativité de Tássos est liée aux livres et aux arts graphiques. Dès 1939, après l'obtention de son diplôme, il entreprend la création de couvertures et d'illustrations pour le compte de la revue littéraire Néa Estía. Immédiatement après la libération, il prend la direction artistique de la maison d'édition « Ta Néa Vivlía », fondée par le Parti communiste de Grèce en 1945 et dissoute en 1948.
En 1948, il commence sa collaboration avec l'Organisation de publication des livres scolaires. Le résultat de sa collaboration avec cette organisation est l'illustration de nombreux livres destinés aux élèves des écoles primaires et secondaires, dont le premier est le Livre de lecture de sixième (grec moderne : Αναγνωστικόν Έκτης Δημοτικού, publié en 1949. Par ailleurs, il devient conseiller artistique de l'atelier de lithographie « Aspiótis-ÉLKA » (grec moderne : Ασπιώτης-ΕΛΚΑ), poste qu'il occupe jusqu'à la fin de sa vie. En 1949, il est l'un des membres fondateurs du groupe artistique « Státhmi ». Au cours de cette même période, il expose ses œuvres à la Biennale de Venise (1950) et à la Biennale de Lugano (1952).
De 1954 à 1967, il crée des timbres pour le compte de la Poste grecque, initialement en utilisant la technique de la gravure sur bois en couleur, puis celle de l'offset. De 1962 jusqu'à sa mort, il dessine également des timbres pour le compte de la république de Chypre. il devient directeur du département des arts graphiques de Institut technologique athénien, où il reste jusqu'en 1967.
À partir des années 1960, ses thèmes s'orientent vers le rendu de la forme humaine. Il abandonne progressivement la couleur, grave des plaques de bois de taille de plus en plus importante et commence à créer des ensembles thématiques à caractère monumental. Parallèlement, il s'investit dans l'iconographie et continue à illustrer des livres.
Pendant la période de la dictature des colonels, il se retire à Petalídi en Messénie, où il poursuit sa production artistique. Après la chute du regime, il expose, en 1975, 70 de ses œuvres datant de la période de la dictature au sein de la pinacothèque nationale d'Athènes et devient, peu de temps après, membre du conseil d'administration de cette même institution. En 1977, il est élu président du Mouvement culturel panhellénique, dont le but est le développement de la vie intellectuelle dans les différentes régions du pays.
Il continue à travailler dur jusqu'aux derniers jours de sa vie. Il meurt le 13 octobre 1985, à l'âge de 71 ans. Peu de temps avant sa mort, il fait don de 150 de ses gravures sur bois à la pinacothèque nationale d'Athènes.
Tout au long de sa carrière artistique, il présente ses œuvres dans le cadre d'expositions individuelles et collectives dans différentes régions de Grèce, ainsi qu'à l'étranger.

## Héritage
En 1987, la Pinacothèque nationale d'Athènes lui rend hommage en organisant une deuxième grande exposition rétrospective de ses œuvres. Un an après sa mort, la société d'arts visuels « A. Tássos » est créée, avec pour objectif la diffusion de son œuvre et le soutien de la gravure grecque. La société maintient également ouverte au public, en tant que musée, la maison où Tassos et son épouse, la peintre et graveuse Loukía Maggiórou, vécurent, au numéro 30 de la rue Ardittoú, dans le quartier athénien de Mets. Depuis 2007, la galerie municipale de Kalamáta porte le nom d'A. Tássos.
Ses œuvres se caractérisent par leur excellence technique et le rendu émotionnel de la figure de gens ordinaires de labeur et de souffrance, tout en étant des œuvres d'art militantes.